# La Pêche à la ligne (Boucher)
La Pêche à la ligne est un tableau de François Boucher, datant de 1767.

## Description
La peinture mesure 150 × 188 centimètres. Elle se trouve au Grand Trianon, au château de Versailles.

## Sources
- Pierre Lemoine (éd.) Versailles et Trianon : Guide du Musée et du Domaine National de Versailles et de Trianon, Réunion des musées nationaux, 1990